# Zandvang ('s-Hertogenbosch)
De Zandvang of Brandse Plas is een meer bij Den Bosch dat dienstdoet als sedimentatiebekken van zowel de Aa als de Grote Wetering. De Aa stroomt via de Zandvang naar de Dieze en het waterpeil van dit meer is dan ook gelijk aan dat van de Aa. de Zandvang heeft een oppervlakte van 11,8 hectare en staat onder beheer van het waterschap Aa en Maas. De plas is populair bij karpervissers. Een afgesloten deel van de Zandvang wordt de Steenenkamerplas genoemd. Deze moeilijk bereikbare plas heeft een oppervlakte van 4,8 hectare en heeft een peil dat onafhankelijk is van de Aa. 